# Olimpíada de xadrez de 1956
A Olimpíada de xadrez de 1956 foi a 12.ª edição da Olimpíada de Xadrez organizada pela FIDE, realizada em Moscou entre os dias 31 de agosto e 25 de setembro. A equipe da União Soviética (Mikhail Botvinnik, Vassily Smyslov, Paul Keres, David Bronstein, Mark Taimanov e Efim Geller) conquistou a medalha de ouro, repetindo o feito dos anos anteriores, seguidos da Iugoslávia (Svetozar Gligorić, Aleksandar Matanović, Borislav Ivkov, Nikola Karaklajić, Borislav Milić e Božidar Đurašević) e Hungria (László Szabó, Gedeon Barcza, Pal Benko, György Szilágyi, Miklós Bély e Lajos Portisch).

## Quadro de medalhas
| Tabuleiro | Ouro                  | Prata                                | Bronze               |
| 1.º       | DEN Bent Larsen       | URS Mikhail Botvinnik                | ISL Friðrik Ólafsson |
| 2.º       | AUT Andreas Dückstein | YUG Aleksandar Matanović             | HUN Gedeon Barcza    |
| 3.º       | URS Paul Keres        | YUG Borislav Ivkov ISL Baldur Möller | -                    |
| 4.º       | URS David Bronstein   | PHI Rodolfo Tan Cardoso              | BUL Georgi Tringov   |
| 1.º res   | ARG Raúl Sanguineti   | ENG Peter Hugh Clarke                | URS Mark Taimanov    |
| 2.º res   | URS Efim Geller       | SWE Lennart Ljungqvist               | BUL Milev Zdravko    |